# Erin Cummings
Erin Cummings (Huntsville, 19 luglio 1977) è un'attrice statunitense, conosciuta soprattutto per aver recitato nelle serie televisive Spartacus, Dante's Cove e  Dollhouse e nel film del 2009 Bitch Slap - Le superdotate per la regia di Rick Jacobson.

## Biografia
Cummings è cresciuta a Huntsville, nel Texas. Suo padre è un ex soldato, per questo ha viaggiato molto e ha vissuto in vari posti come la Corea, il Nebraska e la Louisiana. Si è laureata all'Università del Texas del Nord in giornalismo; successivamente ha intrapreso la carriera di attrice professionista quando è stata notata da un talent scout a Los Angeles, durante uno spettacolo ad un teatro vicino a Dallas.

## Filmografia

### Cinema
- The Analysts, regia di Eric Prescott - cortometraggio (2003)
- Hollywood the Hard Way, regia di Patrick Coleman Duncan - cortometraggio (2004)
- Golf Cart Driving School, regia di Danny Schrader - cortometraggio (2004)
- Tomorrow's Yesterday, regia di Elan Gale - cortometraggio (2006)
- Rolling, regia di Billy Samoa Saleebey (2007)
- A New Tomorrow, regia di Carey Corr (2007)
- A casa con i miei (Welcome Home, Roscoe Jenkin), regia di Malcolm D. Lee (2008)
- Oh Baby!, regia di Steven Rothblatt (2008)
- The Anniversary, regia di John Campea (2009)
- Bitch Slap - Le superdotate (Bitch Slap), regia di Rick Jacobson (2009)
- Dark House, regia di Darin Scott (2009)
- Scorpio Men on Prozac, regia di Rand Marsh (2010)
- Fruit of Labor, regia di La Monde Byrd (2011)
- The Iceman, regia di Ariel Vromen (2012)
- Fredda è la notte (Cold Comes the Night), regia di Tze Chun (2013)

### Televisione
- Star Trek: Enterprise - serie TV, episodio 3x11 (2003)
- Passions - serial TV, puntata 1555 (2005)
- Threshold - serie TV, episodio 1x06 (2005)
- Streghe (Charmed) - serie TV, episodio 8x13 (2006)
- After Midnight: Life Behind Bars, regia di Brian Hanson - film TV (2006)
- Dante's Cove - serie TV, 5 episodi (2006)
- Beautiful (The Bold and the Beautiful) - serial TV, puntate 5167-5168 (2007)
- Cold Case - Delitti irrisolti (Cold Case) - serie TV, episodio 6x09 (2008)
- Dollhouse - serie TV, episodi 1x02-1x06-1x09 (2009)
- Nip/Tuck - serie TV, episodio 6x09 (2009)
- Spartacus (Spartacus: Blood and Sand) - serie TV, 7 episodi (2010)
- Mad Men - serie TV, episodio 4x01-4x03 (2010)
- Detroit 1-8-7 - serie TV, 18 episodi (2010-2011)
- Pan Am - serie TV, episodi 1x05-1x06-1x13 (2011-2012)
- Criminal Minds - serie TV, episodio 8x22 (2013)
- Blue Bloods - serie TV, episodio 6x16 (2016)
- NCIS - Unità anticrimine (NCIS) - serie TV, episodio 16x20 (2019)

## Doppiatrici italiane
Nelle versioni in italiano delle opere in cui ha recitato, Erin Cummings è stata doppiata da:
- Claudia Catani in Cold Case - Delitti irrisolti
- Letizia Scifoni in Spartacus
- Domitilla D'Amico in Major Crimes
- Franca D'Amato in Fredda è la notte
- Maddalena Vadacca in Feed The Beast
- Sabrina Duranti in Bitch Slap - Le superdotate
- Gilberta Crispino in Mad Men
- Georgia Lepore in Criminal Minds
- Barbara De Bortoli in Blue Bloods
- Tiziana Avarista in All Rise
- Emanuela D'Amico in 9-1-1: Lone Star
- Alessandra Korompay in FBI: Most Wanted